# Poix-Terron
Poix-Terron är en kommun i departementet Ardennes i regionen Grand Est (tidigare regionen Champagne-Ardenne) i nordöstra Frankrike. Kommunen ligger  i kantonen Omont som ligger i arrondissementet Charleville-Mézières. År 2022 hade Poix-Terron 892 invånare.

## Befolkningsutveckling
Antalet invånare i kommunen Poix-Terron
Referens: INSEE